# اليمن الساساني
اليمن الساساني كانت إحدى مقاطعات الإمبراطورية الساسانية في أواخر العصور القديمة في جنوب غرب شبه الجزيرة العربية. حدودها تقابل تقريبا اليمن الحالي.

## التاريخ
لم يترك الساسانيون بقايا أثرية في اليمن، وتعود كافة المعلومات عن الاحتلال الفارسي لليمن إلى كتابات المؤرخين المسلمين، بالإضافة إلى إشارة عابرة ذكرها القديس فوتيوس بطريرك القسطنطينية في القرن التاسع الميلادي، قائلاً:
هذا ما دفع خسرو إلى إجراء حملة عسكرية ضد الإثيوبيين، حلفاء الرومان، المعروفين باسم المكاربة Makrobites والآن يُطلق عليهم اسم الحميريين Homérites. تم أسر ملك الحميريين الذي يدعى سنتورقس Sanatourkès [مسروق؟] حياً من قبل الـ miranos [وهرز؟] القائد الفارسي؛ ودُمرت المدينة واُستعبد السكان.
بالإضافة إلى إشارتين موجزة عند يوحنا الإبيفيني وثيوفان البيزنطي وبعض التفاصيل في كتاب شهرستان‌های ایرانشهر:
بُنيت مدينة حِميَر على يد فريدون (Fredon) ابن أدوين (Adwen). فقتل مسروق مَلِك حِميَر، وأخضع أرض حمير تحت السيادة الفارسية مرة أخرى. ومنح سهول العرب إلى بخت هوسرو (Baxt Husraw)، ملك العرب، ملكية خاصة له، بسبب صلته التي عقدها معه بنفسه.
في عام 570 استنجد القائد سيف بن ذي يزن بالفرس ليساندوه على طرد الاحتلال الحبشي، والذي سار إلى كسرى أنوشروان الذي أمدة بجيش بقيادة القائد الساساني وهرز، واستطاع سيف بن ذي يزن بمساندة الفرس على طرد الأحباش، إلا أن اليمن في تلك المرحلة من مراحل التاريخ لم يستقر ولم ينعم بالاستقلال، أصبح الأمير الحميري سيف بن ذي يزن ملكًا تابعًا للساسانيين في البلاد. في حين عاد وهرز إلى العاصمة الساسانية طيسفون. كان أحد الأسباب الرئيسية وراء الغزو الساساني هو اهتمامهم بالسيطرة على الطريق التجاري من القسطنطينية إلى الهند والشرق الأقصى، والذي أصبح ممكنًا الآن مع وجود سلطتهم في اليمن.
ومع ذلك، وفي عام 575 أو 578، قُتل سيف على يد الإثيوبيين، مما أجبر وهرز على العودة إلى اليمن بقوة قوامها 4000 رجل لطرد الإثيوبيين. كما نصَّب معدي كرب نجل سيف ملكًا جديدًا لليمن. أيضًا تم إنشاء حامية فارسية كبيرة هذه المرة في اليمن، وكان وهرز حاكمًا لليمن. بدأ الجنود الفرس والبيروقراطيون في التزاوج مع السكان المحليين. نسلهم أصبح يعرف باسم الأبناء، وهو الاسم الذي أطلقه سيف بن ذي يزن على الفرس الذين ساندوه في إخراج الأحباش من اليمن وأعوانهم وحلفائهم من القبائل. لا توجد معلومات عما إذا كانوا قد استمروا في ممارسة الزرادشتية أو تأثروا بالوثنية العربية الجنوبية والمسيحية المحلية. ووفقًا للطبري، فإن خلفاء وهرز كانوا؛ ابنه مرزبان وحفيده بيناغار وحفيده خورة خسرو ثم باذان، الذي لم يكن على صلة بعائلة وهرز.
وبعد الإطاحة وموت آخر الملوك الساسانيين البارزين كسرى الثاني عام 628، أسلم باذان وأتباعه من الأبناء وتوالت بعد ذلك وفود القبائل إلى الرسول لإعلان إسلامها وبعد وفاة بأذان ولى الرسول اليمن إلى عدد من الولاة، بعد تقسيمها إلى عدة ولايات وأصبحت البلاد جزءً من الدولة الإسلامية. احتفظ الأبناء بهويتهم المميزة خلال الفترة الإسلامية، لكن تم استيعابهم تدريجيًا بين السكان المحليين وبالتالي اختفوا من السجلات. كان اسم نسبهم الأبناوي.

## قائمة الحاكم
| م | الحاكم    | الفترة          |
| - | --------- | --------------- |
| 1 | وهرز      | 575 (أو 578) -؟ |
| 2 | مرزبان    | ؟ -؟            |
| 3 | بيناغار   | ؟ -؟            |
| 4 | خورة خسرو | ؟ -؟            |
| 5 | باذان     | ؟ - 628         |

## روابط خارجية
- انظر مقالة الحكم الساساني في الجزيرة العربية: https://ancientarabia.huma-num.fr/dictionary/definition/sasanian-rule-in-arabia [موقع Ancient Arabia].
- Bosworth، C. E. (1983). "Abnāʾ". ABNĀʾ – Encyclopaedia Iranica. Encyclopaedia Iranica, Vol. I, Fasc. 3. ص. 226–228. مؤرشف من الأصل في 2021-05-17. اطلع عليه بتاريخ 2020-11-07.
- Potts، Daniel T. (2012). "ARABIA ii. The Sasanians and Arabia". ARABIA ii. The Sasanians and Arabia – Encyclopaedia Iranica. Encyclopaedia Iranica. مؤرشف من الأصل في 2021-06-03. اطلع عليه بتاريخ 2020-11-07.
- Zakeri، Mohsen (1995). Sāsānid Soldiers in Early Muslim Society: The Origins of ʿAyyārān and Futuwwa. Wiesbaden: Otto Harrassowitz. ISBN:978-3-447-03652-8. مؤرشف من الأصل في 2020-11-07.